# Labastide-Monréjeau
Pour les articles homonymes, voir Labastide.
Labastide-Monréjeau (en béarnais Lahòra ou Lahore) est une commune française, située dans le département des Pyrénées-Atlantiques en région Nouvelle-Aquitaine.

## Géographie

### Localisation
Labastide-Monréjeau est une commune appartenant à l'ancienne province française du Béarn, sur la rive droite du gave de Pau, entre Lacq et Lescar.

### Communes limitrophes
Les communes limitrophes sont Artix, Cescau, Denguin, Labastide-Cézéracq et Serres-Sainte-Marie.
| Serres-Sainte-Marie | Cescau              |         |
| Artix               | Labastide-Monréjeau | Denguin |
|                     | Labastide-Cézéracq  |         |

### Hydrographie

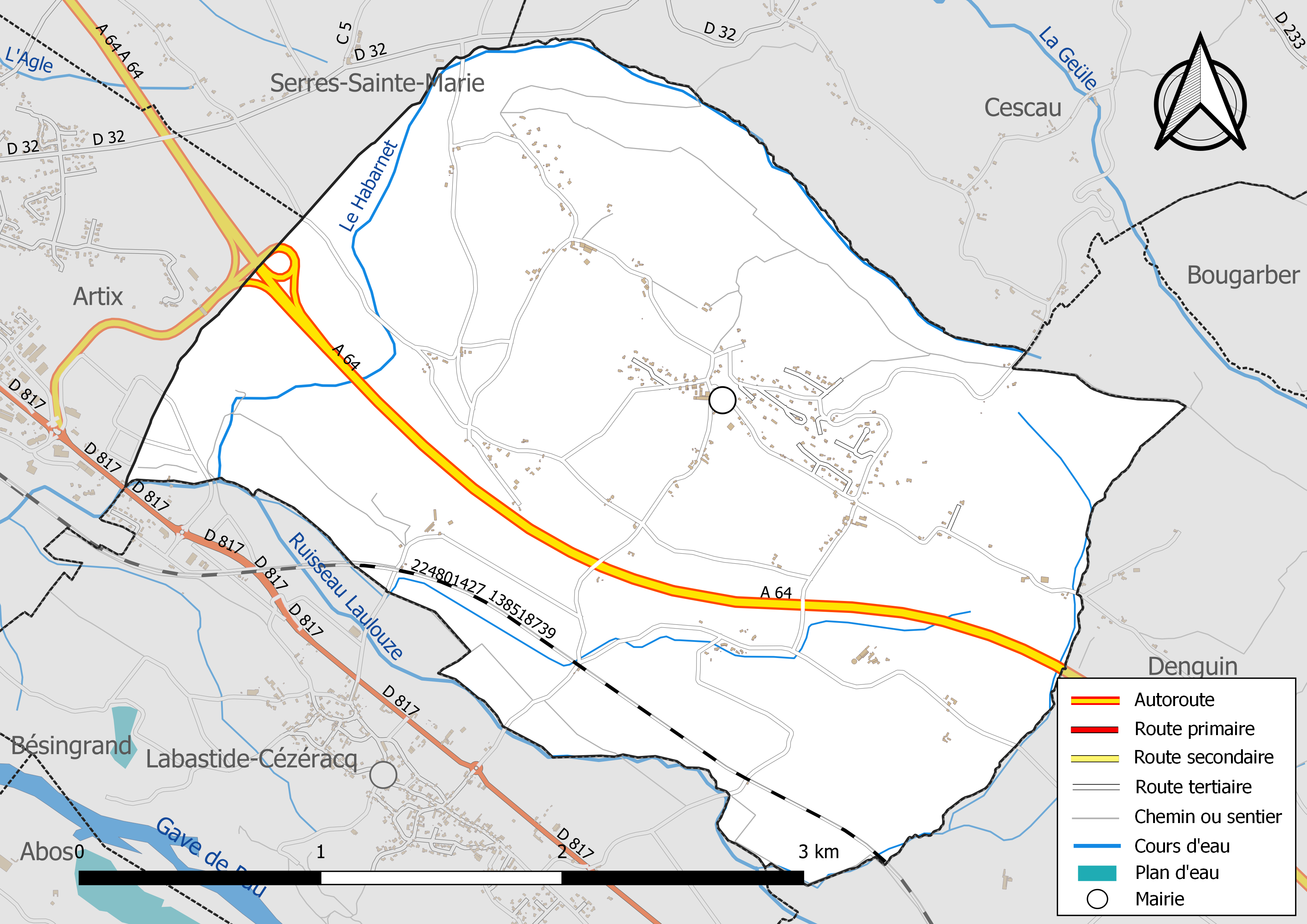
Réseaux hydrographique et routier de Labastide-Monréjeau.

La commune est drainée par le Laulouze, le Habarnet et par divers petits cours d'eau, constituant un réseau hydrographique de 10 km de longueur totale,.
Le Laulouze, d'une longueur totale de 15,3 km, prend sa source dans la commune de Denguin et s'écoule vers le nord-ouest. Il traverse la commune et se jette dans le gave de Pau à Lacq, après avoir traversé 6 communes.

### Climat
Pour des articles plus généraux, voir Climat de la Nouvelle-Aquitaine et Climat des Pyrénées-Atlantiques.
Historiquement, la commune est exposée à un climat de montagne.  
En 2020, Météo-France publie une typologie des climats de la France métropolitaine dans laquelle la commune est toujours exposée à un climat de montagne et est dans la région climatique Pyrénées atlantiques, caractérisée par une pluviométrie élevée (>1 200 mm/an) en toutes saisons, des hivers très doux (7,5 °C en plaine) et des vents faibles.
Pour la période 1971-2000, la température annuelle moyenne est de 13,6 °C, avec une amplitude thermique annuelle de 13,5 °C. Le cumul annuel moyen de précipitations est de 1 188 mm, avec 12,4 jours de précipitations en janvier et 8,2 jours en juillet. Pour la période 1991-2020, la température moyenne annuelle observée sur la station météorologique la plus proche, située sur la commune d'Uzein à 8 km à vol d'oiseau, est de 13,7 °C et le cumul annuel moyen de précipitations est de 1 093,8 mm,. Pour l'avenir, les paramètres climatiques de la commune estimés pour 2050 selon différents scénarios d’émission de gaz à effet de serre sont consultables sur un site dédié publié par Météo-France en novembre 2022.

### Milieux naturels et biodiversité

#### Réseau Natura 2000
Le réseau Natura 2000 est un réseau écologique européen de sites naturels d'intérêt écologique élaboré à partir des Directives « Habitats » et « Oiseaux », constitué de zones spéciales de conservation (ZSC) et de zones de protection spéciale (ZPS).
Un site Natura 2000 a été défini sur la commune au titre de la « directive Habitats » : le « gave de Pau », d'une superficie de 8 194 ha, un vaste réseau hydrographique avec un système de saligues encore vivace,.

## Urbanisme

### Typologie
Au 1er janvier 2024, Labastide-Monréjeau est catégorisée commune rurale à habitat dispersé, selon la nouvelle grille communale de densité à sept niveaux définie par l'Insee en 2022.
Elle est située hors unité urbaine. Par ailleurs la commune fait partie de l'aire d'attraction de Pau, dont elle est une commune de la couronne,. Cette aire, qui regroupe 227 communes, est catégorisée dans les aires de 200 000 à moins de 700 000 habitants,.

### Occupation des sols

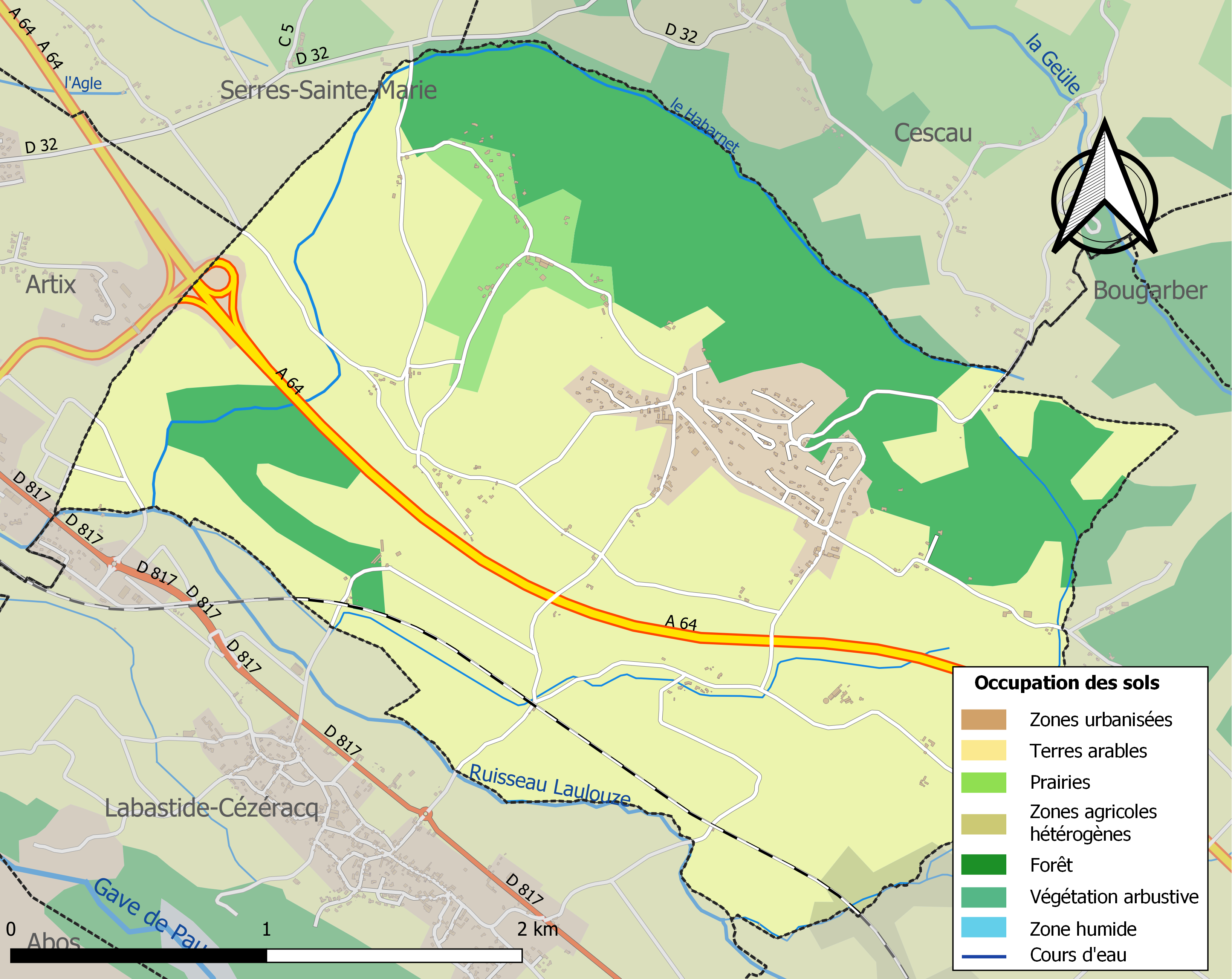
Carte des infrastructures et de l'occupation des sols de la commune en 2018 (CLC).

L'occupation des sols de la commune, telle qu'elle ressort de la base de données européenne d’occupation biophysique des sols Corine Land Cover (CLC), est marquée par l'importance des territoires agricoles (70,2 % en 2018), en diminution par rapport à 1990 (75,1 %). La répartition détaillée en 2018 est la suivante : 
terres arables (65,5 %), forêts (23,3 %), zones urbanisées (5,6 %), prairies (3,9 %), zones industrielles ou commerciales et réseaux de communication (0,9 %), zones agricoles hétérogènes (0,8 %). L'évolution de l’occupation des sols de la commune et de ses infrastructures peut être observée sur les différentes représentations cartographiques du territoire : la carte de Cassini (XVIIIe siècle), la carte d'état-major (1820-1866) et les cartes ou photos aériennes de l'IGN pour la période actuelle (1950 à aujourd'hui).

### Voies de communication et transports
La commune est desservie par la sortie 9 de l'autoroute A64, par la route nationale 117, ainsi que par la route départementale D32.

### Risques majeurs
Le territoire de la commune de Labastide-Monréjeau est vulnérable à différents aléas naturels : météorologiques (tempête, orage, neige, grand froid, canicule ou sécheresse) et séisme (sismicité modérée). Il est également exposé à un risque technologique,  le transport de matières dangereuses. Un site publié par le BRGM permet d'évaluer simplement et rapidement les risques d'un bien localisé soit par son adresse soit par le numéro de sa parcelle.

#### Risques naturels

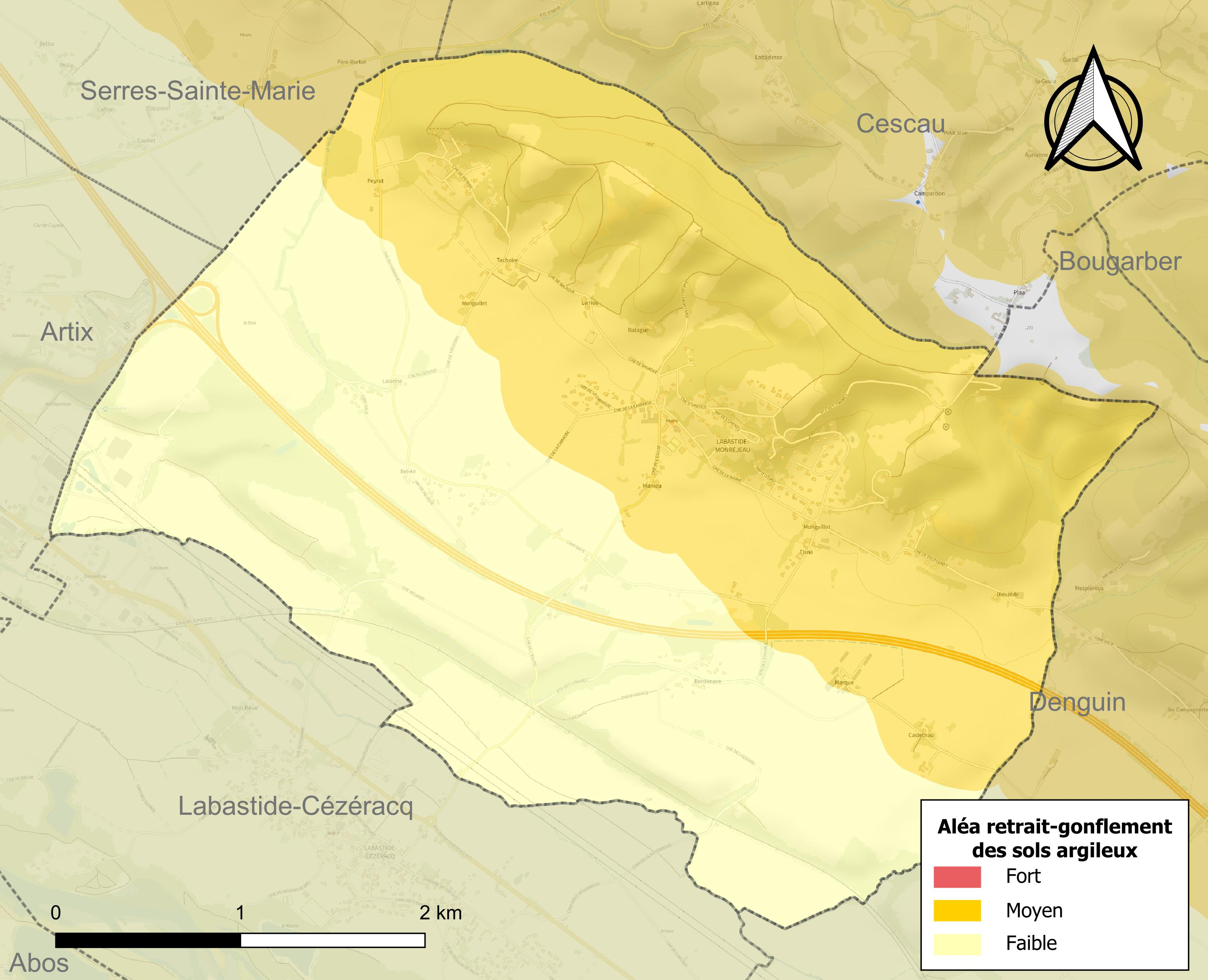
Carte des zones d'aléa retrait-gonflement des sols argileux de Labastide-Monréjeau.

Le retrait-gonflement des sols argileux est susceptible d'engendrer des dommages importants aux bâtiments en cas d’alternance de périodes de sécheresse et de pluie. 50,6 % de la superficie communale est en aléa moyen ou fort (59 % au niveau départemental et 48,5 % au niveau national). Depuis le 1er octobre 2020, en application de la loi ELAN, différentes contraintes s'imposent aux vendeurs, maîtres d'ouvrages ou constructeurs de biens situés dans une zone classée en aléa moyen ou fort,.
La commune a été reconnue en état de catastrophe naturelle au titre des dommages causés par les inondations et coulées de boue survenues en 1982, 1983, 2009 et 2018.

## Toponymie
Le toponyme Labastide-Monréjeau apparaît sous les formes 
Mont-Reyau (1352, notaires de Pardies), 
La Bastide de Mont-Reyau (1385, censier de Béarn), 
La Bastide-Monreyau (1440, censier de Béarn) et 
La Bastide-Monréjau (1863, dictionnaire topographique Béarn-Pays basque).
Son nom béarnais est Lahòra ou Lahore.

## Histoire
Paul Raymond note qu'en 1385, la commune comptait 37 feux et dépendait du bailliage de Pau. Elle était le chef-lieu d'une notairie comprenant Cescau, Viellenave-d'Arthez, Bougarber, Beyrie (hameau de Lescar), Labastide-Cézéracq, Casteide-Cami, Lignac (hameau de Casteide-Cami), Denguin, Vignoles (hameau de Denguin), Castillon, Boumourt, Arnos et Doazon.

## Politique et administration
| Période | Période  | Identité           | Étiquette | Qualité |
| ------- | -------- | ------------------ | --------- | ------- |
| 1995    | 2001     | Bernard Noguès     |           |         |
| 2001    | 2014     | Yves Piednoir      |           |         |
| 2014    | En cours | Jean-Simon Leblanc | DVC       |         |

### Intercommunalité
Labastide-Monréjeau appartient à cinq structures intercommunales :
- la communauté de communes de Lacq-Orthez ;
- le SIVU de l'Agle et de l'Aulouze ;
- le syndicat eau et assainissement des Trois Cantons ;
- le syndicat d’énergie des Pyrénées-Atlantiques ;
- le syndicat pour le regroupement pédagogique de Labastide-Cézéracq et Labastide-Monréjeau.

## Population et société

### Démographie
L'évolution du nombre d'habitants est connue à travers les recensements de la population effectués dans la commune depuis 1793. Pour les communes de moins de 10 000 habitants, une enquête de recensement portant sur toute la population est réalisée tous les cinq ans, les populations de référence des années intermédiaires étant quant à elles estimées par interpolation ou extrapolation. Pour la commune, le premier recensement exhaustif entrant dans le cadre du nouveau dispositif a été réalisé en 2007.

En 2022, la commune comptait 594 habitants, en évolution de +0,51 % par rapport à 2016 (Pyrénées-Atlantiques : +3,78 %, France hors Mayotte : +2,11 %).
| 1793 | 1800 | 1806 | 1821 | 1831 | 1836 | 1841 | 1846 | 1851 |
| ---- | ---- | ---- | ---- | ---- | ---- | ---- | ---- | ---- |
| 317  | 285  | 318  | 271  | 300  | 310  | 325  | 312  | 300  |

| 1856 | 1861 | 1866 | 1872 | 1876 | 1881 | 1886 | 1891 | 1896 |
| ---- | ---- | ---- | ---- | ---- | ---- | ---- | ---- | ---- |
| 289  | 260  | 282  | 252  | 244  | 242  | 220  | 221  | 204  |

| 1901 | 1906 | 1911 | 1921 | 1926 | 1931 | 1936 | 1946 | 1954 |
| ---- | ---- | ---- | ---- | ---- | ---- | ---- | ---- | ---- |
| 213  | 215  | 214  | 197  | 185  | 172  | 168  | 175  | 148  |

| 1962 | 1968 | 1975 | 1982 | 1990 | 1999 | 2006 | 2007 | 2012 |
| ---- | ---- | ---- | ---- | ---- | ---- | ---- | ---- | ---- |
| 151  | 180  | 190  | 194  | 304  | 349  | 445  | 459  | 573  |

| 2017 | 2022 | - | - | - | - | - | - | - |
| ---- | ---- | - | - | - | - | - | - | - |
| 589  | 594  | - | - | - | - | - | - | - |

Labastide-Monréjeau fait partie de l'aire d'attraction de Pau.

## Économie
La commune dispose d'un crématorium dans la zone artisanale Eurolacq.

## Culture et patrimoine

### Patrimoine culturel immatériel
La quête de la Saint Jean-Baptiste, également appelé le "Barricot" a été inscrit à l'inventaire du patrimoine culturel immatériel en France en 2013 par le ministère de la culture.

### Patrimoine religieux
L'église Saint-Jean-Baptiste de Labastide-Monréjeau date des XVIIe et XIXe siècles.

## Équipements

### Enseignement
Labastide-Monréjeau dispose d'une école élémentaire.